# Fédération des Indes orientales néerlandaises de football
La Fédération des Indes orientales néerlandaises de football était une association des Indes orientales néerlandaises fondée le 19 avril 1919 sous le nom de Nederlandsch-Indische Voetbal Bond (NIVB), regroupant les clubs de football de Java et organisant les compétitions nationales et les matchs internationaux des  sélections des Indes orientales néerlandaises. Elle disparaît en 1935 pour renaître sous l’appellation Nederlandsch Indische Voetbal Unie (NIVU). Après 1946, elle tente de reprendre le contrôle de la colonie mais à cause de l'indépendance, elle disparaît en 1951.

## Résumé
Elle est affiliée à la FIFA depuis 1924 puis en 1936. L'invasion japonaise commencée en décembre 1941 met fin à la fédération. Bien qu'elle réapparaît en décembre 1946, la fédération appelée Voetbal Unie in de Verenigde Staten van Indonesië (VUVSI) disparaît en 1951 après l'indépendance de la colonie néerlandaise, au profit du Persatuan Sepakbola Seluruh Indonesia (PSSI), créé en 1930.
Son président entre 1936 et 1942 est Johannes Christoffel van Mastenbroek, qui a été aussi le sélectionneur lors de la Coupe du monde de football de 1938, en France.